# Laymon Indijanci
Laymon (Laimon; pl. Laimones, Laymones), pleme Yuman Indijanaca iz grupe Cochimi s poluotoka Kalifornija u Meksiku. Po nekim autorima čine sjevernu skupinu Cochimija (Cochimi del Norte). Područje Laymona nalazilo se sjeverno od teritorija plemena Waicuri u središnjim predjelima Baja Californie Sur, i prostiralo se zapadno od plemena Monqui i južno od Cadogemeña.

## Vanjske poveznice
- Maxico: Cochimi  Arhivirana inačica izvorne stranice od 11. veljače 2021. (Wayback Machine)